# God zij met ons Suriname
God zij met ons Suriname (en neerlandés: Dios esté con nosotros, Surinam) u Opo kondreman (en criollo surinamés: Levantaos, compatriotas) es el himno nacional de Surinam. Posee dos versos el primero es cantado en neerlandés y el segundo en la lengua criolla local sranan tongo.

## Historia
El texto en su versión actual es compuesto por Henny de Ziel. Esta canción fue escrita en el año 1893 por el predicador luterano Cornelius Hoekstra Atses para una escuela dominical, pero se convirtió en el himno no oficial del país.
Originalmente el texto fue cantado en 1876 con la melodía compuesta por John Corstianus de Puy (1835-1924). Para el nuevo himno oficial se eligió la composición de Johannes Nicolaas Welkom Helston (1853-1927).
Sin embargo, se dijo que el gobierno colonial estaba contra la melodía, de modo que fue cambiada (en este caso la segunda estrofa en Sranantongo) por la música que De Puy había compuesto.
El texto fue establecida oficialmente en 1959 por el Parlamento de Surinam (Staten van Suriname) y consta de un verso en neerlandés y un verso en sranan tongo.

## Letra
| Primera Estrofa en neerlandés | Traducción al español[1] |
| --- | --- |
| God zij met ons Suriname Hij verheffe ons heerlijk land Hoe wij hier ook samen kwamen Aan zijn land zijn wij verpand Werkend houden w'in gedachten Recht en waarheid maken vrij Al wat goed is te betrachten Dat geeft aan ons land waardij. | Dios está con nosotros, Surinam Él elevó nuestra adorable tierra Sin embargo venimos aquí juntos Estamos dedicados a esta tierra Trabajando tenemos en cuenta Que la justicia y la verdad hacen libres Todo lo que es bueno lo debemos hacer Lo que beneficie a nuestra tierra. |
| Segunda Estrofa en sranan tongo | Traducción al español[1] |
| Opo kondreman un' opo! Sranangron e kari un. Wans ope tata komopo Wi'mu seti kondre bun. Strey de’f strey wi no sa frede, Gado de wi fesi man. Eri libi te na dede Wi sa feti gi Sranan!                                                     | ¡Alzaos, hijos de la tierra, alzaos! El suelo de Surinam os llama. Sean de donde sean vuestros antepasados Debemos cuidar nuestro país. No nos da miedo luchar Dios es nuestro líder Toda nuestra vida hasta la muerte, ¡Lucharemos por Surinam!                                |